# Catedral de Nossa Senhora das Vitórias
A Catedral Metropolitana de Nossa Senhora das Vitórias é uma catedral e sé arquiepiscopal da Arquidiocese de Vitória da Conquista. É sede da paróquia homônima, a qual está sediada no município de Vitória da Conquista. Localiza-se na Praça Tancredo Neves, no centro de Vitória da Conquista.
A catedral dedicada à Nossa Senhora da Vitórias foi construída entre os anos de 1930 e 1943, após a demolição da primeira capela edificada em 1808. Seu estilo arquitetônico é caracterizado pelo estilo neogótico, com traçados e proporções clássicas, quase não sendo utilizadas linhas curvas, prevalecendo linhas retas e o verticalismo.
Nos primeiros anos, o templo foi nomeado Igreja Matriz de Vitória da Conquista, e somente em 1958 tornou-se uma catedral – paróquia onde reside o Bispo. A igreja recebeu o título de Catedral Metropolitana da Arquidiocese de Vitória da Conquista em 2002, quando passou a integrar as dioceses de Livramento de Nossa Senhora, Bom Jesus da Lapa, Caetité e Jequié.
Interior

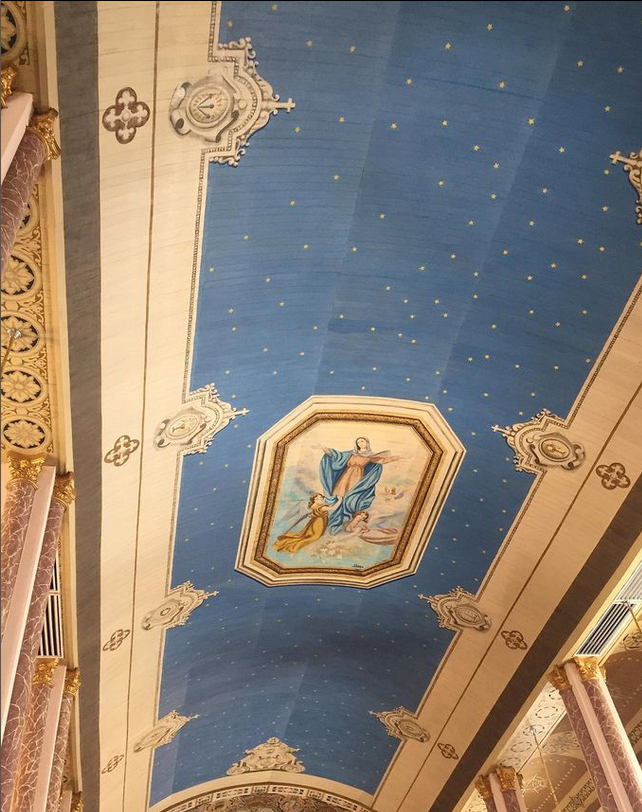
Interior da Catedral - pintura de JLima

Em especial, a nave da catedral chama atenção pela obra do pintor José Lima. Ao olhar para cima, os fiéis se deparam com uma pintura que representa a “Assunção de Maria aos Céus” e outra de “Anjos Adorando a Jesus Eucarístico”.
Na capela-mor, composta pelo presbitério, altar e retábulo, fica a imagem em madeira da padroeira conquistense que foi trazida de Portugal. Além do valor sacro, a obra tem importância histórica e é um das peças mais antigos presentes no templo.
A catedral é um edifício de caráter religiosos que recebe a visita de fiéis e peregrinos de Conquista e outras regiões da Bahia e Brasil.

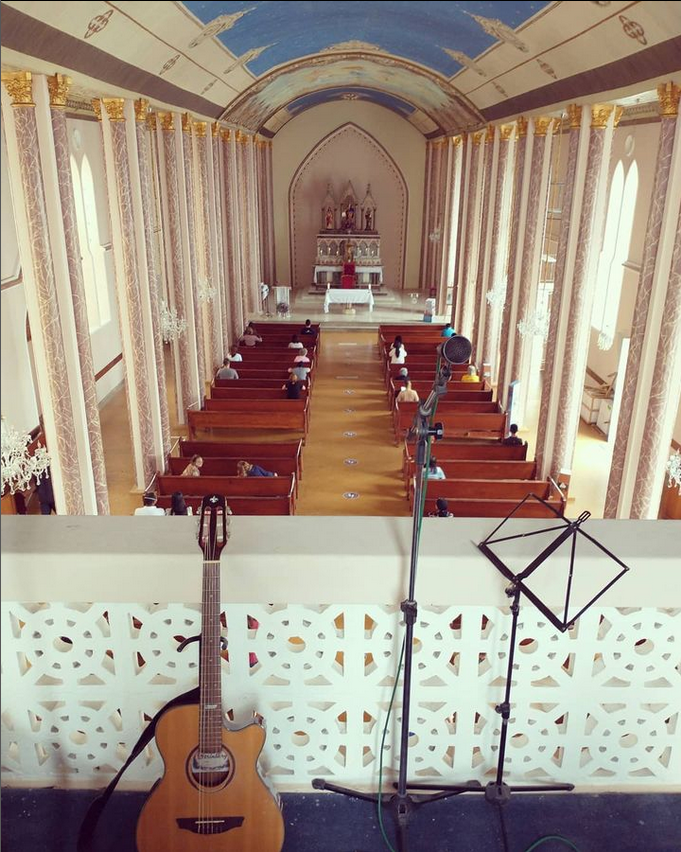
Interior da Catedral visto de cima